# Shanghaied
Shanghaied (Charlot marinero, El marino o El marinero) es un cortometraje estadounidense con dirección de Charles Chaplin y actuación suya y de Edna Purviance. Fue estrenado el 4 de octubre de 1915.
El nombre de la película significa la persona embarcada por la fuerza o con engaños para que trabaje en un buque. 

## Sinopsis
Charlot, enamorado de la hija del propietario de un barco, es tomado por el capitán y le promete ayudarlo a embarcar por la fuerza a algunos marineros; cumple su tarea y como "premio" es embarcado por la fuerza él también, y habrá de trabajar. La hija del dueño viaja de polizón para seguir a Charlot. Hay una conjura para hacer naufragar el barco y cobrar el seguro, e interviene Charlot.

## Reparto
- Charles Chaplin - Vagabundo
- Wesley Ruggles - Dueño del barco
- Edna Purviance - Hija del dueño

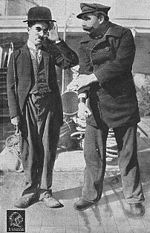
Charles Chaplin y Bud Jamison.

- Bud Jamison - Capitán, el otro hombre
- Billy Armstrong - Primer hombre embarcado
- Paddy McGuire (1884 - 1923) - Segundo hombre embarcado
- Leo White - Tercer hombre embarcado
- John Rand (1871 – 1940) - Cocinero
- Fred Goodwins (1891 – 1923) - Marinero en mameluco
- Lee Hill (1894 – 1957) - Marinero con sombrero de lluvia
- Lawrence A. Bowes (sin acreditar; 1885 – 1955): Segundo de a bordo

## Crítica
La película tiene un ritmo muy rápido que se inicia con una estética payasesca y termina con un juego de masacre. El rolido del barco es aprovechado para los juegos malabares de Charlot, que desarrolla una coreografía durante la que se le caen los platos, los retoma, los mantiene en equilibrio, etc. La pantomima es remarcable, y contiene el germen de escenas de Luces de la ciudad. El personaje carece de escrúpulos (véase la tarea que acepta) y de piedad (arroja al mar al padre de su amada), y obtendrá la victoria final.